# Aire urbaine de Marvejols
L'aire urbaine de Marvejols est une aire urbaine française centrée sur l'unité urbaine de Marvejols.

## Données générales
L'aire urbaine de Marvejols est composée de sept communes et compte 8 828 habitants en 2017.
Le tableau suivant détaille la répartition de l'aire urbaine sur le département :
| Département | Communes (nb) | Communes (%) | Superficie (km²) | Superficie (%) | Population (2017) | Population (%) |
| ----------- | ------------- | ------------ | ---------------- | -------------- | ----------------- | -------------- |
| Lozère      | 7             | 4,43         | 140,7            | 2,72           | 8 828             | 11,52          |

## Composition
L'aire urbaine de Marvejols est composée des sept communes suivantes :
| Nom                    | Code Insee | Statut           | Superficie (km2) | Population (dernière pop. légale) | Densité (hab./km2) |
| ---------------------- | ---------- | ---------------- | ---------------- | --------------------------------- | ------------------ |
| Antrenas               | 48005      |                  | 17,55            | 330 (2022)                        | 19                 |
| Bourgs sur Colagne     | 48099      | commune nouvelle | 53,09            | 2 077 (2022)                      | 39                 |
| Gabrias                | 48068      |                  | 20,65            | 159 (2022)                        | 7,7                |
| Marvejols              | 48092      |                  | 12,45            | 4 752 (2022)                      | 382                |
| Montrodat              | 48103      |                  | 20,65            | 1 168 (2022)                      | 57                 |
| Palhers                | 48107      |                  | 8,59             | 192 (2022)                        | 22                 |
| Saint-Bonnet-de-Chirac | 48138      |                  | 7,68             | 72 (2022)                         | 9,4                |

## Évolution démographique
| 1968  | 1975  | 1982  | 1990  | 1999  | 2007  | 2012  | 2017  |
| ----- | ----- | ----- | ----- | ----- | ----- | ----- | ----- |
| 6 781 | 7 781 | 8 734 | 8 886 | 8 871 | 8 921 | 9 026 | 8 828 |